# Babarc
Babarc (hongrois : Babarc [ˈbɒbɒrt͡s] ; allemand : Bawarz ; croate : Babrac) est une localité hongroise située dans le comitat de Baranya.

## Site et localisation

### Topographie et hydrographie
La localité est située dans la partie orientale du comitat de Baranya, dans la vallée du ruisseau Borza, à environ dix kilomètres du Danube, au niveau de son passage par Mohács. Son point culminant est le Salamon-hegy, qui s'élève à 224 mètres d'altitude.

## Histoire
Les premières traces d'activité humaine dans la région remontent à la préhistoire, comme en témoignent des vestiges anciens. Des découvertes archéologiques importantes ont également mis au jour des céramiques datant du Néolithique, ainsi que des tombes avares et romaines.
Le village est mentionné pour la première fois en 1015 dans la charte de fondation de l'abbaye de Pécsvárad, à laquelle il fut offert en donation. En 1408, il disposait déjà du droit de tenir un marché. Au fil des siècles, son nom a subi plusieurs modifications : Boborc, Boborcz, Boborch, Babarch, Bibarc et même Bybarch.
Sous l'occupation ottomane, le village s'est progressivement dépeuplé. Selon certaines hypothèses, son nom proviendrait de Bej-Bars, un ancien seigneur turc de la région. En 1602, il était à nouveau habité, et c'est à cette époque que fut construite son église catholique. À la fin du XVIIe siècle, il comptait dix familles, devenues entre-temps calvinistes. Jusqu'en 1712, elles utilisaient encore l'église catholique avant de bâtir leur propre lieu de culte.
En 1704, les Serbes incendièrent et ravagèrent le village. Au début du XVIIIe siècle, 318 familles allemandes s'y installèrent, mais environ la moitié d'entre elles migrèrent rapidement vers d'autres régions. À cette époque, le village était divisé en deux rues : une rue hongroise et une rue souabe.
Selon les données du recensement ordonné par Joseph II entre 1784 et 1787, le village comptait alors 180 familles, soit un total de 1 059 habitants, vivant dans des maisons en bois et en argile. La majorité des habitants se consacraient à la viticulture, à l'élevage et, plus tard, à l'agriculture.
En 1836, Babarc obtint le statut de chef-lieu de canton. En 1926, sa population atteignait 1 456 habitants.
Après la Seconde Guerre mondiale, les habitants d'origine allemande furent expulsés et remplacés par des colons hongrois provenant de Slovaquie dans le cadre de l'échange de population entre la Tchécoslovaquie et la Hongrie. Malgré ces changements, en 2001, environ 20 % de la population du village se déclarait encore d'origine allemande.

## Population

### Minorités culturelles et religieuses
Lors du recensement de 2011, 88,7 % des habitants se déclaraient Hongrois, 6,3 % Roms, 1,9 % Croates, 35,9 % Allemands, 0,5 % Roumains et 0,3 % Serbes, tandis que 10,1 % n'ont pas souhaité répondre. En raison des identités multiples, la somme des pourcentages dépasse 100 %. Concernant l'appartenance religieuse, 67,2 % des habitants se déclaraient catholiques romains, 6,7 % réformés, 1,7 % évangéliques, 0,1 % gréco-catholiques et 3,6 % sans affiliation religieuse, tandis que 20 % des habitants n'ont pas répondu.
En 2022, 90,5 % de la population s'identifiait comme Hongroise, 30,5 % comme Allemande, 3,8 % comme Rom, 1,5 % comme Croate, 0,3 % comme Slovaque et 0,3 % comme Ukrainienne. De plus, 0,1 % des habitants se déclaraient Polonais, Ruthènes ou Arméniens, tandis que 1,6 % appartenaient à d'autres nationalités non hongroises. 7,1 % des répondants n'ont pas précisé leur appartenance ethnique. Concernant la religion, 52,6 % des habitants se déclaraient catholiques romains, 5,2 % réformés, 1,3 % évangéliques, 0,3 % gréco-catholiques, 1,3 % appartenant à d'autres confessions chrétiennes et 0,7 % à d'autres branches du catholicisme. 10,6 % des habitants se déclaraient sans affiliation religieuse, tandis que 27,8 % n'ont pas répondu à la question.

## Équipements

### Réseaux extra-urbains
La localité est facilement accessible par la route, car elle est traversée par les autoroutes M6 et M60 ainsi que par la route principale 57. Son centre est accessible depuis cette dernière en bifurquant vers le nord par la route secondaire 56 113, qui mène jusqu'à Liptód.
Aucune ligne ferroviaire ne dessert la localité. Les gares les plus proches sont celles de Mohács et de Bóly, situées sur la ligne Villány–Magyarbóly, à environ 10 kilomètres par la route.

## Patrimoine local
La localité possède plusieurs édifices remarquables témoignant de son patrimoine historique et culturel. L'église réformée et l'église catholique romaine sont les principaux lieux de culte du village, illustrant la diversité religieuse de la communauté à travers les siècles.
On y trouve également plusieurs maisons paysannes traditionnelles, qui reflètent l'architecture rurale de la région, ainsi que la statue de Saint Florian, protecteur contre les incendies, souvent vénéré dans les villages d'Europe centrale.
Un site particulièrement notable est le Babarci Svábudvar, une maison construite par les colons allemands dans les années 1780. Ce bâtiment préservé représente un témoignage authentique du mode de vie et des traditions des colons souabes installés dans la région.

## Jumelages
| Ville | Ville         | Pays | Pays      |
| ----- | ------------- | ---- | --------- |
|       | Hart bei Graz |      | Autriche  |
|       | Loshausen (d) |      | Allemagne |

## Personnalités liées à la localité
La localité est aussi le lieu de naissance de plusieurs personnalités notables, dont Ferenc Schwartzer et Ottó Schwartzer.